# 2001年香港
|        | 香港歷史 \| 香港歷史年表                                                                                                   |
| 世紀： | 20世紀香港 \| 21世紀香港 \| 22世紀香港                                                                                     |
| 年代： | 1970年代香港 \| 1980年代香港 \| 1990年代香港 \| 2000年代香港 \| 2010年代香港 \| 2020年代香港 \| 2030年代香港               |
| 年份： | 1997年香港 \| 1998年香港 \| 1999年香港 \| 2000年香港 \| 2001年香港 \| 2002年香港 \| 2003年香港 \| 2004年香港 \| 2005年香港 |
| 紀年： | 辛巳年（蛇年）、香港開埠160周年、香港回歸4周年                                                                             |

## 政府

### 行政

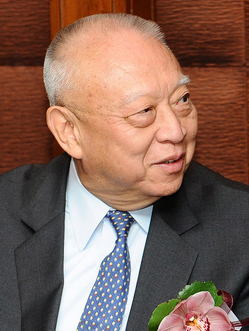
行政長官：董建華
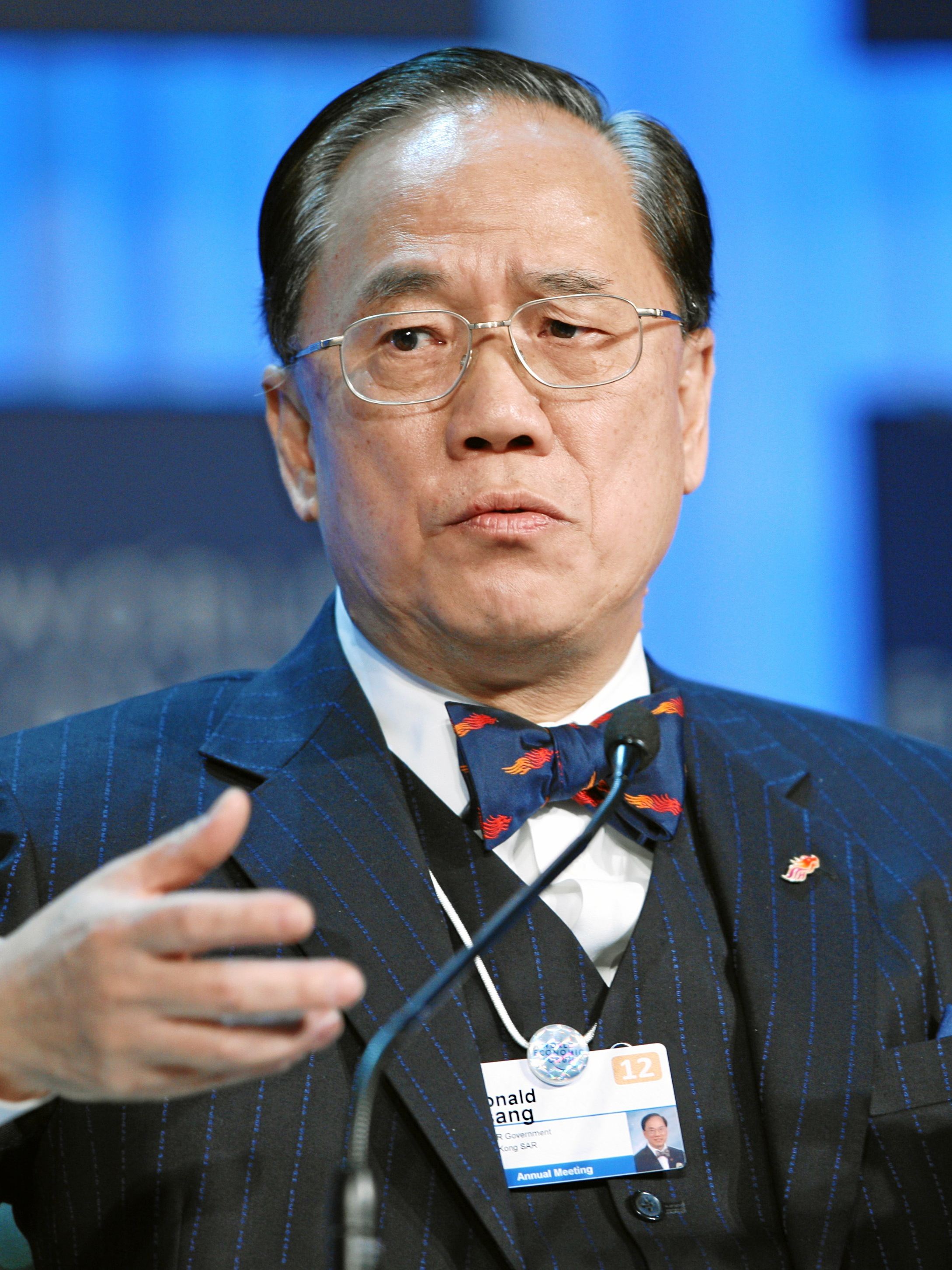
政務司司長：曾蔭權
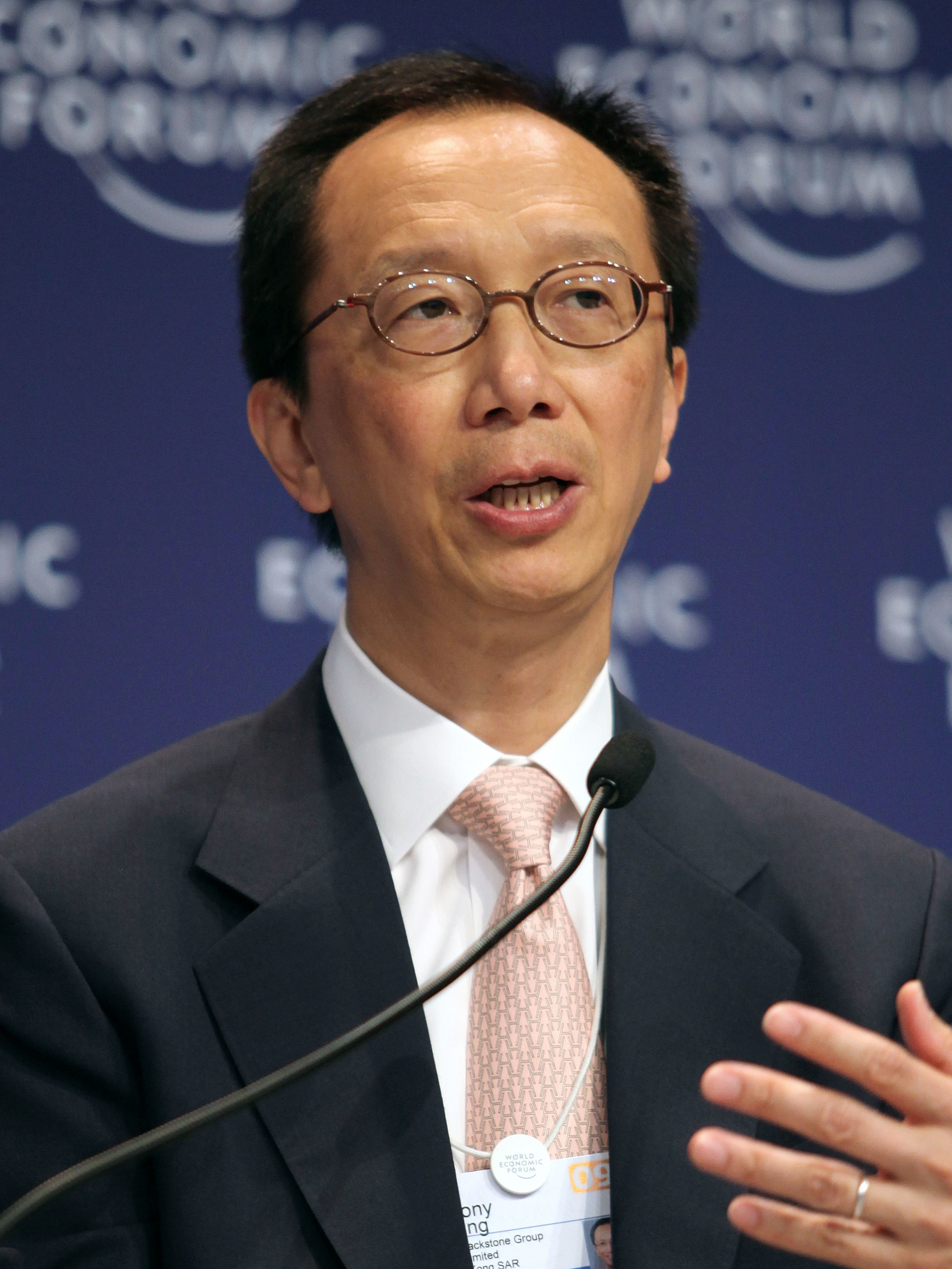
財政司司長：梁錦松
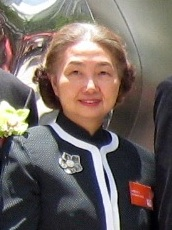
律政司司長：梁愛詩

### 立法

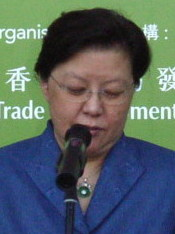
立法會主席：范徐麗泰

### 司法

終審法院首席法官：李國能

### 成員變動

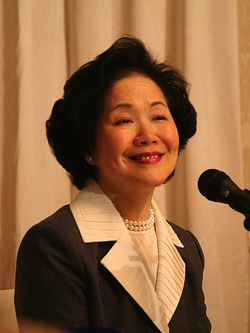
政務司司長：陳方安生（辭職）
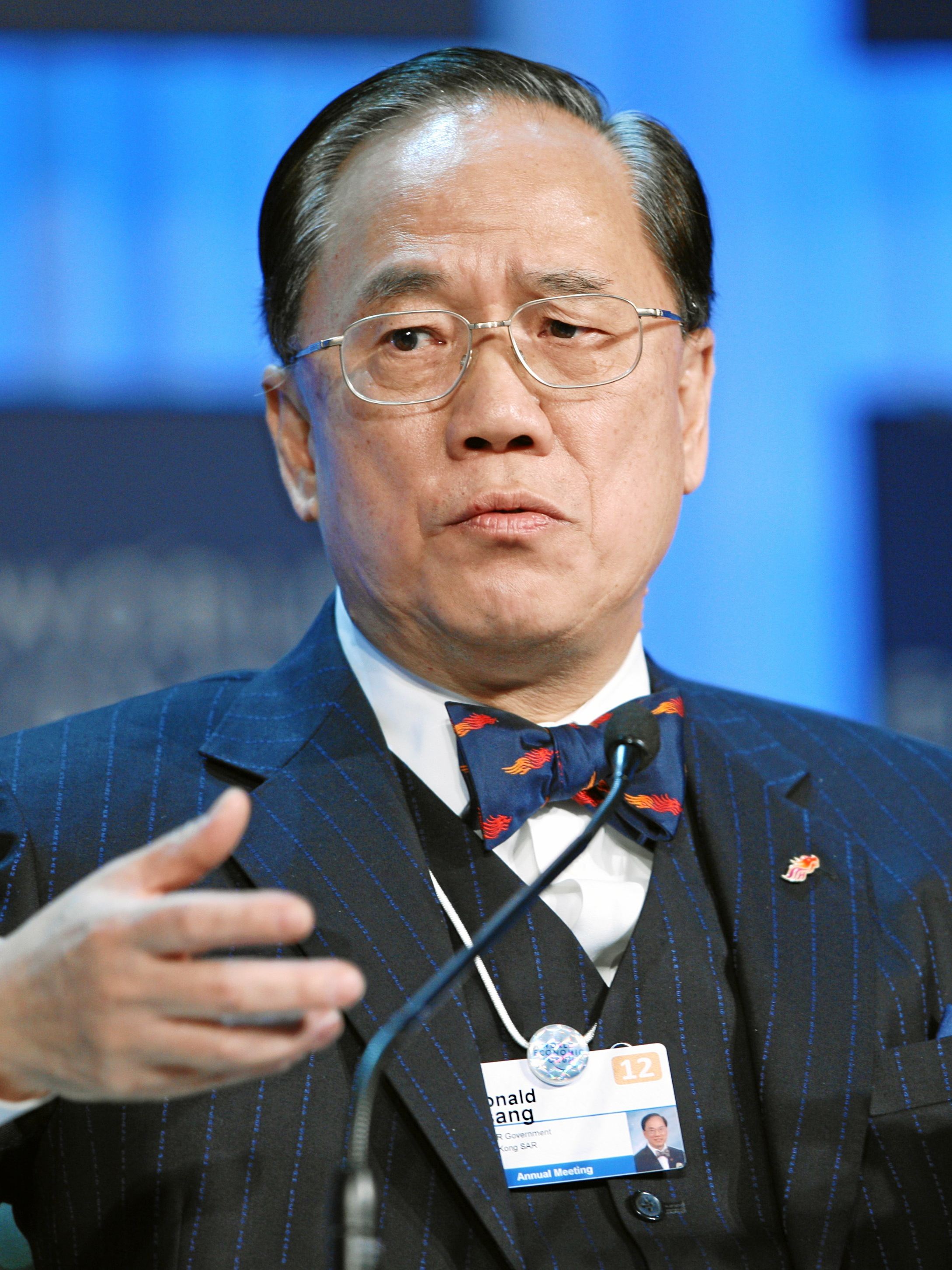
財政司司長：曾蔭權（轉任政務司司長）

## 大事記

### 1月
- 1月2日：美孚新村四死倫常慘案，為21世紀香港首宗命案。
- 1月5日：將軍澳翠林邨三料殺夫案。
- 1月12日：
  - 一輛行走215X線往藍田（廣田邨）的丹尼士巨龍11米雙層空調巴士（AD268，車牌號碼GR7017）在尖沙咀梳士巴利道行駛時，前方貨車及的士相撞，巴士則收掣不及撞向貨車車尾，6人受傷。
  - 元朗警署反黑組一名高級督察和兩名警長在執行職務期間，在元朗區安樂路涉嫌毆打catwalk fantasy disc經理，毆打過程被閉路電視所拍攝，2002年三人被判入獄1年半至2年半。[1]
  - 政務司司長陳方安生宣布將於4月末期提早辭職，結束逾38年的香港公務員工作生涯。
- 1月13日：紅磡市政大廈五樓男廁命案。
- 1月22日：香港政府因為在九廣鐵路大圍站興建馬鞍山綫，沙田區大圍主題公園歡樂城正式關閉結業。
- 1月29日：啟業邨倫常慘案。

### 2月
- 2月4日：深水埗香港華商織造總會大廈1樓命案。
- 2月11日至2月14日，台北市長馬英九應董建華智囊機構香港政策研究所邀請，第三次訪問香港，出席雙城論壇，此行他去了蘭桂坊及廟街等著名景點參訪。[2][3][4]
- 2月18日：舂坎角車禍，1死3傷。[5]
- 2月21日：深井嘉頓廠房發生四級大火，焚燒6小時，無傷亡。[6]
- 2月22日：橡樹街大角咀大廈命案。
- 2月25日：一艘蛇船在長洲翻沉，2人失蹤，3人獲救。[7]
- 2月26日：大埔汀角路命案。

### 3月
- 3月12日：一輛私家車行走N271線時因倒後鏡損毀而正在返回車廠的富豪奧林比安（3AV190，車牌號碼HD461）在大埔粉嶺公路近九龍坑以慢速行駛時被一輛運菜貨車撞向車尾，造成一死一傷。
- 3月14日：軍裝警員梁成恩在石圍角邨石桃樓處理一宗噪音投訴時，身中多槍，躺臥在五樓552室旁梯間的防煙門前，梁成恩其後被往送荃灣仁濟醫院搶救，下午1時41分證實死亡，而警方亦大為緊張，派出機動部隊丶衝鋒隊搜查，全部警員亦穿上避彈衣，部份警員更持MP 5衝鋒槍，雷明登鳥槍戒備。而晚上警方派出重案組到案發現場作出調查，並向附近居民調查。[8]
- 3月16日：一行走961線的富豪奧林比安（AV247，車牌號碼HH5793）在西區海底隧道巴士站撞向前面一輛行走A11線的丹尼士三叉戟（2149，車牌號碼HU269），15人受傷。
- 香港舉行人口普查。

### 4月
- 4月8日：西貢公路近白沙灣車禍，1死28傷。[9]
- 4月11日：中午，一輛行走馬鞍山利安邨至中環港澳碼頭的680線丹尼士三叉戟12米巴士（ATR244，車牌號碼JR9177），在大老山隧道往九龍方向的隧道內，撞向前面的污水收集車、旅遊巴士和另一輛行走馬鞍山市中心至紅磡碼頭的85C線的丹尼士巨龍11米雙層空調巴士（AD124，車牌號碼FM4674），共12人受傷，其中680線巴士的車長和坐在上層車頭的三名乘客被困，消防員用了近一小時才把680線巴士上全部被困的傷者救出。
- 4月15日：土瓜灣鴻福道十六號命案。
- 4月16日：無綫新聞女記者陳詠賢受感情困擾，在家中燒炭自殺身亡，終年26歲。[10]
- 4月22日：
  - 下午，一輛行走華貴至九龍灣的107線丹尼士三叉戟12米巴士（ATR77，車牌號碼HY1012），在香港仔田灣海傍道正在爬頭時，因乘客要求車長調較空調，以致車長分神，未能留意對面線一輛行走新巴43線的丹尼士三叉戟10.6米巴士（1611，車牌號碼JC6227），最後導致兩車迎頭相撞，事件中有10人受傷。
  - 長沙灣金碧閣7樓命案。

### 5月
- 5月1日：因陳方安生辭職，財政司司長曾蔭權接替她轉任政務司司長，梁錦松獲委任為財政司司長。
- 5月7日：香港首度舉辦全球財富論壇。
- 5月9日：受惡劣天氣影響，颮線橫掃香港，葵涌貨櫃碼頭有50個貨櫃被強風吹倒。[11][12]
- 5月17日：香港中央圖書館落成啟用。
- 5月22日：窩打老道發生槍擊案，季炳雄和另外3名匪徒遇警察截查時向警員開槍，兩名警員受傷。
- 5月28日：火炭桂地村山坡一名二十歲浸大女生被強姦。
- 5月29日：下午3時許，九巴位於長沙灣興華西街的新車廠地盤發生嚴重工業意外，造成一死九傷。[13]

### 6月
- 6月9日：香港天文台發出紅色暴雨警告信號，全港多區特大暴雨，部分地區錄300毫米雨量，整個新界西北低窪地區嚴重水浸。[14]
- 6月11日：凌晨，牛頭角樂華北邨發生倫常慘劇，一名失業戶主將一對年幼子女殺害後，再在寓所放煤氣自殺身亡，女戶主返家開燈掣時引發屋內煤氣強力爆炸亦告受傷，事件造成3死1傷。[15]
- 6月20日：廣南KK超級市場香港全線分店突發結業。
- 6月26日：反偷車行動中警長蔡學賢開槍，輕型貨車司機中槍，留醫16日後傷重不治。
- 6月28日：英國曼城市郊一住宅被縱火，香港人移民家庭3死1傷。[16]

### 7月
- 7月初，首屆赴港專才招聘會在廣州舉行，主辦單位指是配合香港輸入專才計劃，招聘會40多間企業合共聘請6千至7千人，主要是資訊科技業。[17]
- 7月3日，
  - 早上十時許，一輛空載的都城嘉慕威曼都城（S3M252，車牌號碼EL8029）在九龍灣常怡道行駛時，撞向對面線一輛行走297線的富豪奧林比安（3AV168，車牌號碼GZ4066）。空載巴士其後剷入路旁一露天停車場（現址為Megabox），停車場有七輛私家車被撞毀，意外中兩人受傷。
  - 香港金融管理局撤銷儲蓄及往來存款利率限制，各家大型銀行為了抵消利息開支，推行最低結餘不足便需收費的政策。基層團體批評有關安排「歧視窮人」。[18][19]
- 7月7日，荃灣祈德尊新邨弒父殺母案。
- 7月11日，九龍灣男童撕票案。
- 7月20日，終審法院判決政府在莊豐源案敗訴。該判決被指造成日後大量雙非孕婦來香港分娩，以便嬰兒享有香港永久性居民資格。同日談雅然案亦終審判決，政府勝訴。
- 7月23日，黃大仙下邨斬人案。

### 8月
- 8月5日：旺角砵蘭街100feel的士高命案。
- 8月22日：鰂魚涌1046號益昌大廈小食店命案。
- 8月25日：觀塘大業街命案。
- 8月28日：颱風菲特吹襲期間，消防隊目趙順安在西貢大浪西灣拯救一名遇溺的15歲少年時殉職。

### 9月
- 9月1日：早上七時許，一輛行走72線往奧運站方向的丹尼士巨龍11米（S3N40，車牌號碼DM9680）在大埔公路上斜時因減慢車速，遭尾隨的客貨車撞及車尾後，客貨車失控衝過對面線與一輛運魚貨車及運菜貨車相撞，客貨車司機死亡，另有6人受傷。
- 9月3日：政府表示鑑於目前的經濟環境不明朗為由，加上認為居屋市場已經侵蝕私營市場，決定暫停出售居屋，直至2002年6月底為止。而每年只提供大約9000個單位。[20]
- 9月8日：下午，一輛行走馬鞍山市中心至紅磡碼頭的85C線的丹尼士巨龍12米雙層空調巴士（3AD7，車牌號碼HG7241），在大老山隧道往九龍方向的行車管道內，撞向前方一輛機車、兩輛貨車及一輛往觀塘翠屏道的89C線富豪奧林比安12米雙層空調巴士（3AV296，車牌號碼HG2774），85C線巴士再把機車推向前面貨車車底，機車司機和乘客當場死亡，另17人受傷，包括85C線的巴士的車長和乘客。
- 9月12日：地鐵北角站擴建工程完成。
- 9月21日：鴨脷洲女童浮屍案。
- 9月24日：屯門華都花園匯龍堡酒吧命案。
- 9月25日：柴灣泰民街康翠臺休憩處槍殺案。
- 9月27日：下午2時：地鐵北角站擴建部分啟用。

### 10月
- 10月1日：中銀集團旗下十間銀行合組成中銀香港。
- 10月2日：彩雲邨游龍樓2樓命案。
- 10月3日：香港推行郵繳通繳費服務。
- 10月12日：大埔怡雅苑燒炭命案。
- 10月29日：油塘四山街一座拆卸中工業大廈倒塌，釀成6死8傷。

### 11月
- 11月3日：一輛行走71K線丹尼士巨龍非空調巴士在汀角路與頌雅路交界與一輛行走20K線的專綫小巴相撞，兩車共18名男女乘客及小巴司機受傷送院。
- 11月6日：長青邨青楊樓16樓縱火案。
- 11月11日：深水步福榮街95號1樓命案。
- 11月13日：一輛行走80M線的丹尼士巨龍（ADS161，車牌號碼GZ9270）在窩打老道與一輛泥頭車、一輛24座保姆車及一輛私家車相撞，車長雙腿被夾，被困車頭，最後由消防到場救出送院，情況嚴重。
- 11月22日：《文匯報》電腦資訊部主任余仕清由深圳返港後遭兇徒襲擊，後被發現於錦田石崗機場路身受重傷，四肢遭綁，送院後延至24日不治。
- 11月26日：大埔中心灶底藏嬰屍案。
- 11月30日：富麗華酒店結業，並在翌年8月重建成美國國際集團大廈。

### 12月
- 12月5日：一名身穿鮮紅色長袖上衣、黑色便服長褲、戴白色手套及墨綠色頭套、左手持點38左輪手槍的賊人，衝入荃灣麗城花園麗城廣場6號地舖的恆生銀行行劫。事件中銀行損失49萬2880港元及1091美元，一名巴基斯坦籍護衞被殺。
- 12月8日：深水埗鴨寮街利斧砍頭命案。
- 12月10日：一輛行走61X線的富豪奧林比安在黃大仙蒲崗村道被一輛重型密斗貨車撞及車尾，巴士其後衝前撞向前面一輛泥頭車，導致重型貨車司機及8名巴士乘客受傷。
- 12月15日：早上六時許，一輛行走6C線的富豪奧林比安（AV55，車牌號碼GE8007）在衛理道巴士站上下客時，尾隨的客貨車切線爬頭，卻遭鄰線行走過海隧巴102線的利蘭奧林比安（AL95，車牌號碼FD8977）撞向車尾，繼而將客貨車壓向巴士右邊車尾，1人受傷。
- 12月21日：程介南因以權謀私而被廉政公署拘控。
- 12月22日：鰂魚涌南豐新邨第7座12樓命案。
- 12月29日：香港仔田灣邨田康樓25樓命案。
- 12月31日：最後一個熱帶氣旋信號站——長洲信號站結束運作，同時「晚間燈號標誌」系統亦廢除。

## 節慶
下列節慶，如無註明，均是香港的公眾假期，同時亦是法定假日（俗稱勞工假期）。有 # 號者，不是公眾假期或法定假日（除非適逢星期日或其它假期），但在商業炒作下，市面上有一定節慶氣氛，傳媒亦對其活動有所報導。詳情可參看香港節日與公眾假期。
- 1月1日（星期一）：元旦
- 1月24日（星期三）：農曆年初一
- 1月25日（星期四）：農曆年初二
- 1月26日（星期五）：農曆年初三
- 4月4日（星期三）：兒童節 #
- 4月5日（星期四）：清明節
- 4月13日（星期五）：耶穌受難節（是公眾假期，但不是法定假日）
- 4月14日（星期六）：耶穌受難節翌日（是公眾假期，但不是法定假日）
- 4月16日（星期一）：復活節星期一（是公眾假期，但不是法定假日）
- 4月30日（星期一）：佛誕（是公眾假期，但不是法定假日）
- 5月1日（星期二）：勞動節
- 6月25日（星期一）：端午節
- 7月1日（星期日）：香港特別行政區成立紀念日
- 7月2日（星期一）：香港特別行政區成立紀念日翌日（補7月1日）
- 10月1日（星期一）：中華人民共和國國慶日及中秋節
- 10月2日（星期二）：中秋節翌日
- 10月25日（星期四）：重陽節
- 10月31日（星期三）：萬聖夜 #
- 12月22日（星期六）：冬至（是法定假日，但不是公眾假期，根據法定假日放假的機構，或會聖誕節放假，冬至不放假。部份機構或會提早下班）
- 12月24日（星期一）：平安夜#（不是公眾假期或法定假日，但部份機構或會提早下班或放假一天）
- 12月25日（星期二）：聖誕節（根據法定假日放假的機構，或會冬至放假，聖誕節不放假）
- 12月26日（星期三）：聖誕節後第一個周日（是公眾假期，但不是法定假日）
- 12月31日（星期一）：公曆除夕# （不是公眾假期或法定假日，但部份機構或會提早下班或放假一天）

## 逝世人物
- 1月23日：梅逸（62歲），武術家，師從詠春拳宗師葉問。於美國因病逝世。
- 1月28日：林佐瀚（66歲），前電視節目主持，曾主持《每日一字》。因心臟病逝世。
- 3月24日：梁成恩（24歲），香港警員。在執勤時被另一名警員徐步高槍殺。
- 4月6日：鄭德坤（93歲），考古學家，為淘大鄭氏家族後人。因病去世。
- 4月14日：顏成坤（100歲），中華巴士創辦人。因器官功能退化併發症逝世。
- 5月6日：曾煒存（68歲），香港及加拿大宣道會牧師。於加拿大因末期癌症逝世。
- 7月22日：吳恭劭（29歲），社運人士，涉及香港首宗因塗鴉國旗及區旗而違反《國旗法》及《區旗法》的案件。因本身長期疾病併發症逝世。
- 11月25日：梁緻盈（38歲），前無綫電視配音員。因病去世。
- 日期不詳：陳東（47歲），著名廚師。因肝癌逝世[21]。

## 大型獎項

### 社會貢獻
- 大紫荊勳章：方心讓、李嘉誠、楊光
- 金英勇勳章：趙順安、黎耀宗
- 銀英勇勳章 : 梁成恩
- 香港十大傑出青年選舉：張建良、霍嘉敏、李麗芬（蓋鳴暉）、潘健侶、葛珮帆（共5名）

### 2001年香港電影金像獎（第20屆）
- 最佳電影：《臥虎藏龍》
- 最佳導演：李安 - 《臥虎藏龍》
- 最佳男主角：梁朝偉 - 《花樣年華》
- 最佳女主角：張曼玉 - 《花樣年華》

### 電視廣播有限公司獎項（2001年）
香港小姐
- 冠軍：楊思琦
- 亞軍：鍾沛枝
- 季軍：朱凱婷
- 最上鏡小姐：楊思琦
- 國際親善小姐：朱凱婷
- 最佳男主角：古天樂
- 最佳女主角：汪明荃
- 萬千光輝演藝大獎（終身演藝成就獎）：關海山
- 全球華人新秀歌唱大賽香港區選拔賽金咪大獎（冠軍）：何晶晶
- 最受歡迎男歌手：許志安
- 最受歡迎女歌手：鄭秀文
- 金曲金獎：《Shall We Talk》（歌手：陳奕迅）

## 外部連結
- 香港2001：大事紀要（页面存档备份，存于）